# Resolutie 824 Veiligheidsraad Verenigde Naties
Resolutie 824 van de Veiligheidsraad van de Verenigde Naties werd unaniem aangenomen door de VN-Veiligheidsraad op 6 mei 1993, en breidde het aantal veilige gebieden voor vluchtelingen in Bosnië en Herzegovina uit.

## Achtergrond
In 1980 overleed de Joegoslavische leider Tito, die decennialang de bindende kracht was geweest tussen de zes deelstaten van het land. Na zijn dood kende het nationalisme een sterke opmars, en in 1991 verklaarden verschillende deelstaten zich onafhankelijk. Zo ook Bosnië en Herzegovina, waar in 1992 een burgeroorlog ontstond tussen de Bosniakken, Kroaten en Serviërs. Deze oorlog, waarbij etnische zuiveringen plaatsvonden, ging door tot in 1995 vrede werd gesloten.

## Inhoud
De Veiligheidsraad:
- Bevestigt alle vorige resoluties.
- Bevestigt de soevereiniteit, territoriale integriteit en onafhankelijkheid van Bosnië en Herzegovina.
- Beraadde over het rapport van de missie naar Bosnië en Herzegovina en diens aanbeveling om het aantal veilige gebieden uit te breiden.
- Bevestigt haar veroordeling van schendingen van het internationaal humanitair recht en bijzonder etnische zuivering en het hinderen van toegang tot humanitaire hulp.
- Houdt rekening met de dringende humanitaire noden van een aantal steden.
- Houdt ook rekening met het verzoek van Bosnië en Herzegovina.
- Bezorgd om het geweld van Bosnisch-Servische eenheden tegen steden in Bosnië en Herzegovina.
- Vindt dat de bedreigde steden als veilige gebieden moeten worden behandeld.
- Bewust van het unieke karakter van Sarajevo als multicultureel, -etnisch en religieus centrum dat gespaard moet worden van verdere vernieling.
- Bevestigt dat niets in deze resolutie iets afdoet van het vredesplan.
- Overtuigd dat het behandelen van de steden als veilige gebieden zal bijdragen aan een snelle uitvoering van het vredesplan.
- Ook overtuigd dat verdere stappen moeten worden ondernomen om die gebieden veilig te maken.
- Herinnert aan de voorwaarden van UNPROFOR.

1. Verwelkomt het rapport en de aanbevelingen.
2. Eist dat het innemen van grondgebied onmiddellijk stopt.
3. Verklaart Sarajevo, Tuzla, Žepa, Gorazde, Bihac en Srebrenica tot veilige gebieden.
4. Verklaart verder dat daar:
a. De aanvallen moeten stoppen en alle Bosnische-Servische eenheden zich moeten terugtrekken.
b. UNPROFOR en de hulporganisaties gerespecteerd worden en ze ongehinderde toegang tot het gebied krijgen.
5. Eis dat alle betrokkenen daaraan samenwerken met UNPROFOR.
6. Vraagt de secretaris-generaal het nodige te doen om toe te zien op de humanitaire situatie en authoriseert daarom de versterking van UNPROFOR met 50 militaire waarnemers.
7. Is bereid onmiddellijk nog maatregelen te nemen als enige partij zich niet aan deze resolutie houdt.
8. Verklaart dat maatregelen volgend op deze resolutie van kracht blijven tot de vijandelijkheden zijn gestopt, de troepenmachten gescheiden zijn en de zware wapens onder controle zijn.
9. Besluit op de hoogte te blijven.

## Verwante resoluties
- Resolutie 820 Veiligheidsraad Verenigde Naties
- Resolutie 821 Veiligheidsraad Verenigde Naties
- Resolutie 827 Veiligheidsraad Verenigde Naties
- Resolutie 836 Veiligheidsraad Verenigde Naties

Lijst ·  800 ·  801 ·  802 ·  803 ·  804 ·  805 ·  806 ·  807 ·  808 ·  809 ·  810 ·  811 ·  812 ·  813 ·  814 ·  815 ·  816 ·  817 ·  818 ·  819 ·  820 ·  821 ·  822 ·  823 ·  824 ·  825 ·  826 ·  827 ·  828 ·  829 ·  830 ·  831 ·  832 ·  833 ·  834 ·  835 ·  836 ·  837 ·  838 ·  839 ·  840 ·  841 ·  842 ·  843 ·  844 ·  845 ·  846 ·  847 ·  848 ·  849 ·  850 ·  851 ·  852 ·  853 ·  854 ·  855 ·  856 ·  857 ·  858 ·  859 ·  860 ·  861 ·  862 ·  863 ·  864 ·  865 ·  866 ·  867 ·  868 ·  869 ·  870 ·  871 ·  872 ·  873 ·  874 ·  875 ·  876 ·  877 ·  878 ·  879 ·  880 ·  881 ·  882 ·  883 ·  884 ·  885 ·  886 ·  887 ·  888 ·  889 ·  890 ·  891 ·  892